# 基里伊夫卡
49°51′34″N 27°52′19″E / 49.85944°N 27.87194°E
基里伊夫卡（烏克蘭語：Кириївка）是烏克蘭北部的村莊，隸屬日托米爾州的日托米爾區。該村面積18.1平方公里，海拔高度274米，2001年人口614，人口密度每平方公里33.92人。